# Свєтловидов Микола Опанасович
Микола Опанасович Свєтлови́дов (справжнє прізвище Сєдих; рос. Николай Афанасьевич Светловидов; 17 грудня 1889, Курськ — 20 листопада 1970, Москва) — російський радянський актор.

## Біографія
Народився 5 [17] грудня 1889 року в місті Курську в сім'ї дрібного службовця. З 14-ти річного віку виступав на не професійній сцені. Після закінчення Київського комерційного училища в 1907 році вступив у професійну акторську трупу, мандрував по Поліссю й Придніпров'ю.
З 1909 року — в приватній Оперно-драматичній студії М. Менделєєва, з друго го курсу якої його було прийнято в трупу театру «Соловцов» у Києві. Працював у театрах Києва, Оренбурга, Іркутська, Пензи, Харкова, Ростова-на-Дону, з 1933року — у Малому театрі в Москві. Член ВКП(б) з 1943 року.

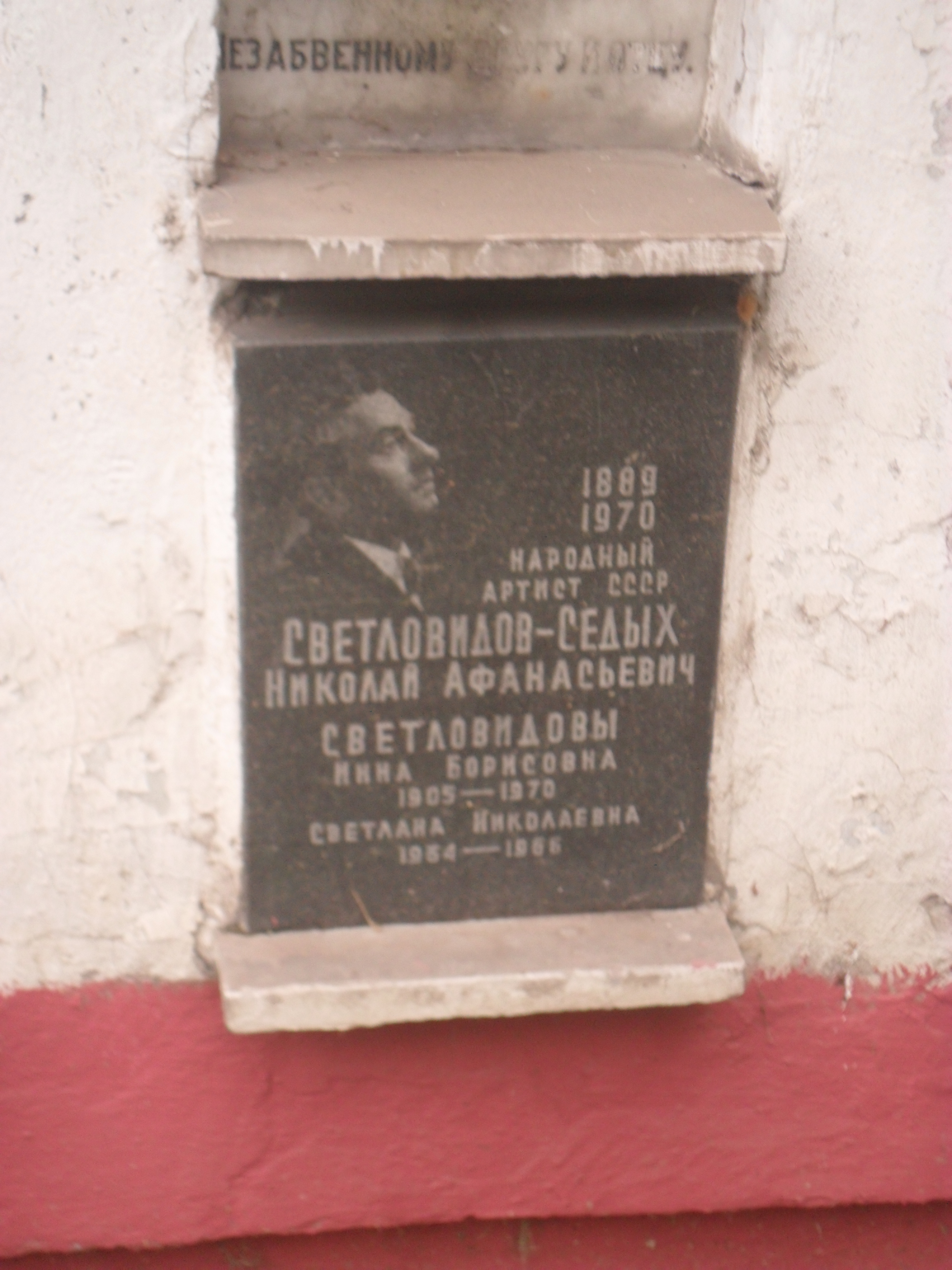
Плита в колумбарії

Помер в Москві 20 листопада 1970 року. Урна з прахом захоронена на Новодівочому кладовищі.

## Творчість
В Малому театрі, дебютував в ролі Швандя («Любов Ярова» Треньова). Кращі ролі:
- Линяєв («Вовки та вівці» О. Островського);
- Лука («На дні» М. Горького);
- Довгоносик, Крим, Крикун, Терешко («В степах України», «Калиновий гай», «Фронт», «Крила» Корнійчука);
- Менго («Фуенте овехуна» Лопе де Вега);
- Фердінанд («Підступність і кохання» Шіллера);
- Бобчинський («Ревізор» Гоголя);
- Репетилов («Лихо з розуму» Грибоєдов);
- Консул («Вкрали консула» Мдівані);
- Косих («Іванов» Чехова).

Вів концертну діяльність.

## Відзнаки
- почесні звання:
  - заслужений артист УРСР з 1932 року;
  - народний артист РРФСР;
  - народний артист СРСР з 1965 року;
- премії:
  - Сталінська премія першого ступеня (1942; за виконання ролі Довгоносика в спектаклі «В степах України» О. Є. Корнійчука);
  - Сталінська премія першого ступеня (1949; за виконання ролі Сергія Сергійовича Зайцева в спектаклі «Московський характер» А. В. Софронова).
- ордена і медалі:
  - два ордена Трудового Червоного Прапора (1937, 1949);
  - медаль «За оборону Москви» (1945);
  - Медаль «За доблесну працю у Великій Вітчизняній війні 1941—1945 рр.» (1945);
  - медаль «В пам'ять 800-річчя Москви» (1948).